# Nœud de Sylvain
Le nœud de Sylvain est un nœud de boucle non coulant.
Il a la particularité d’être facile à défaire même après avoir été soumis à une tension importante. Très comparable au nœud de chaise, le nœud de Sylvain est plus fiable et plus solide.

## Dénomination
Le nœud de Sylvain porte le nom de son inventeur Sylvain Berger, membre d’IGKT France.

## Comparaison avec le nœud de chaise
Le nœud de Sylvain partage avec le nœud de chaise sa structure en demi-clé bloquée dans un U.
Le nœud de Sylvain est moins sensible aux à-coups. En effet, le « U » étant bloqué par le dormant, il ne risque pas de « se retourner ». Une étude de charge réalisée par Patrick Moreau, spécialiste des nœuds marins, conclut à une résistance supérieure de 10 à 15% pour le nœud de Sylvain.

## Nouage

### Première méthode

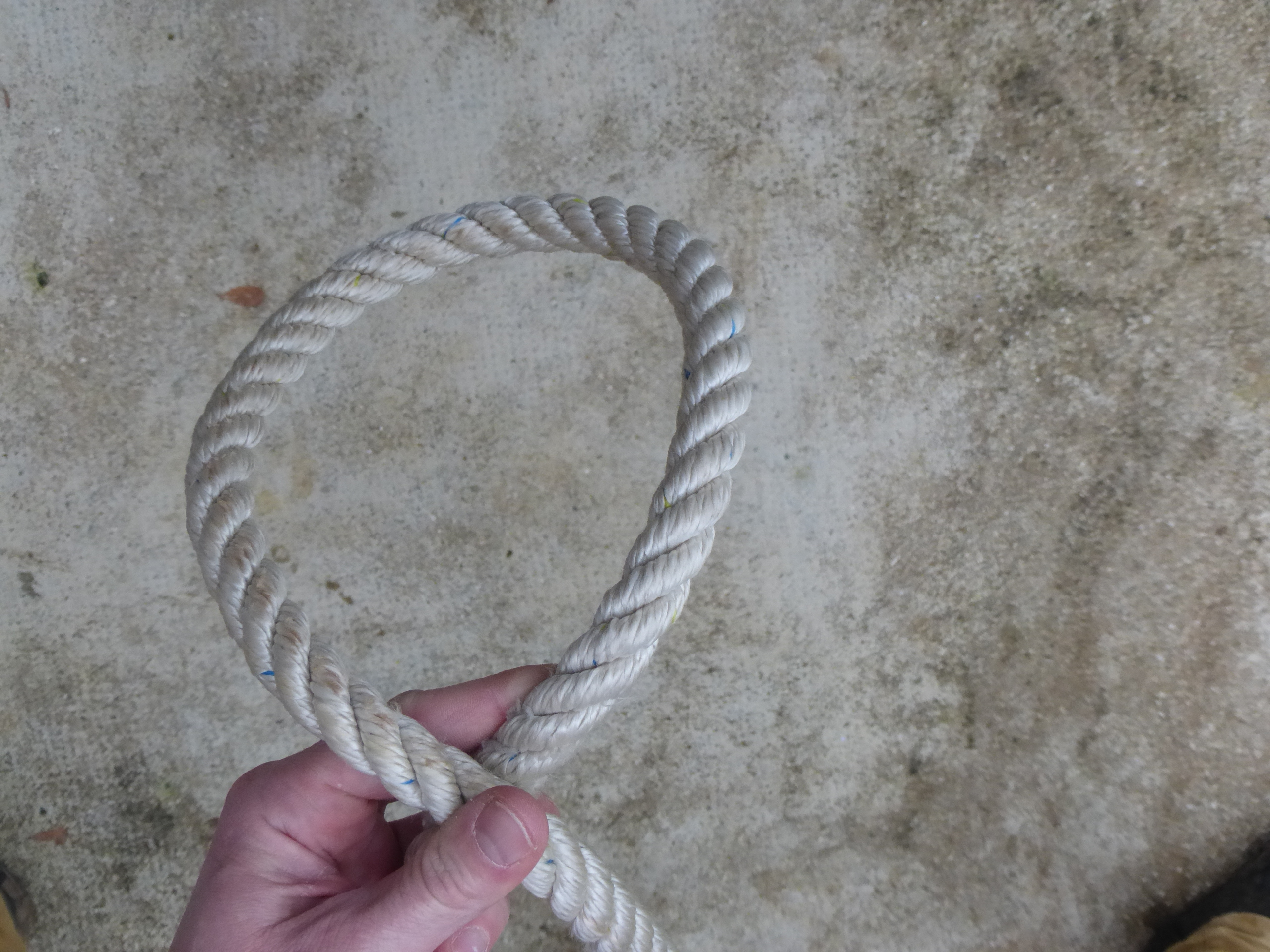
faire une boucle avec le courant passant au-dessus du dormant
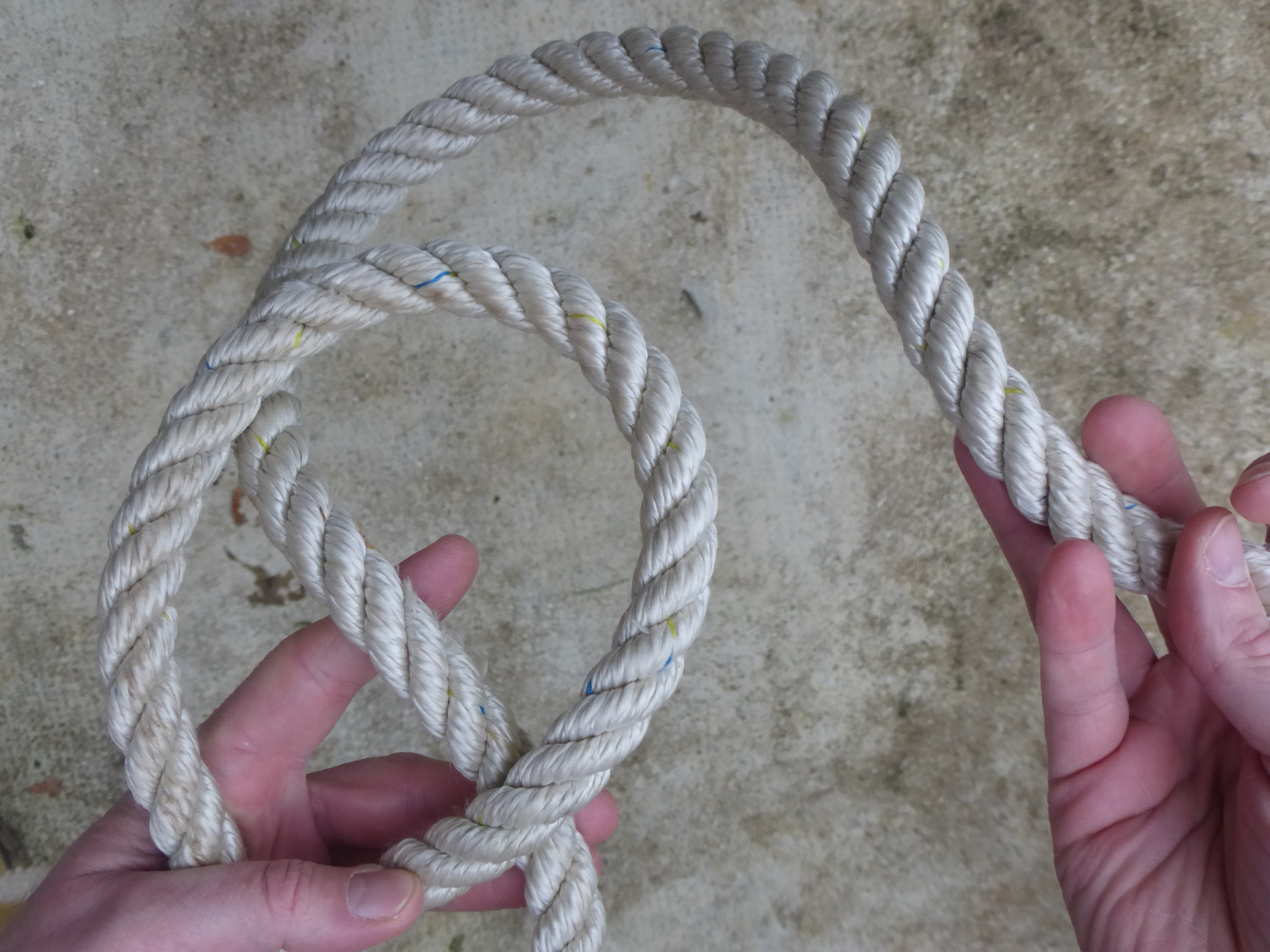
placer le courant derrière la boucle
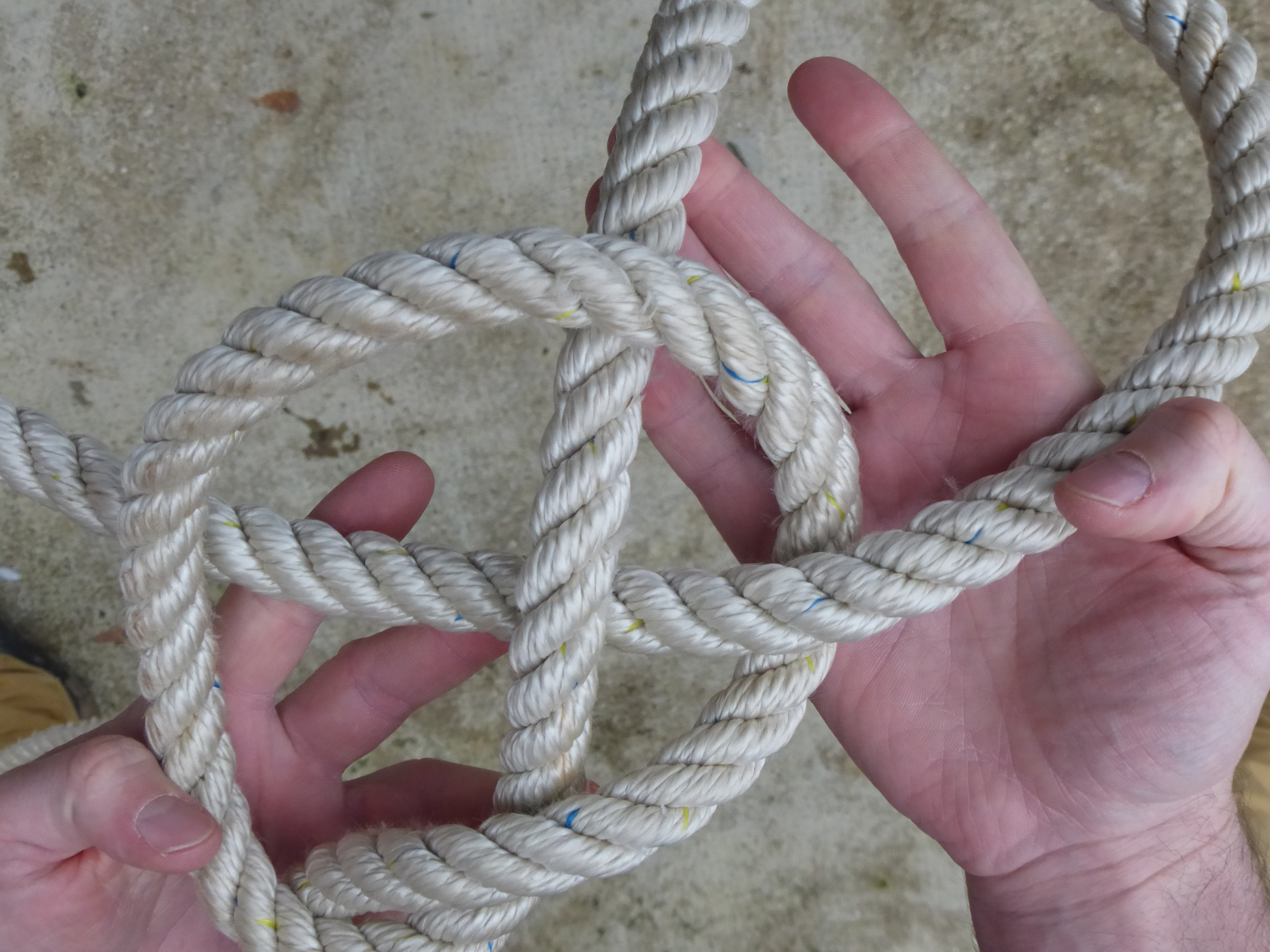
passer le courant d'avant en arrière dans la partie droite de la boucle initiale, à droite du passage de l'étape 2
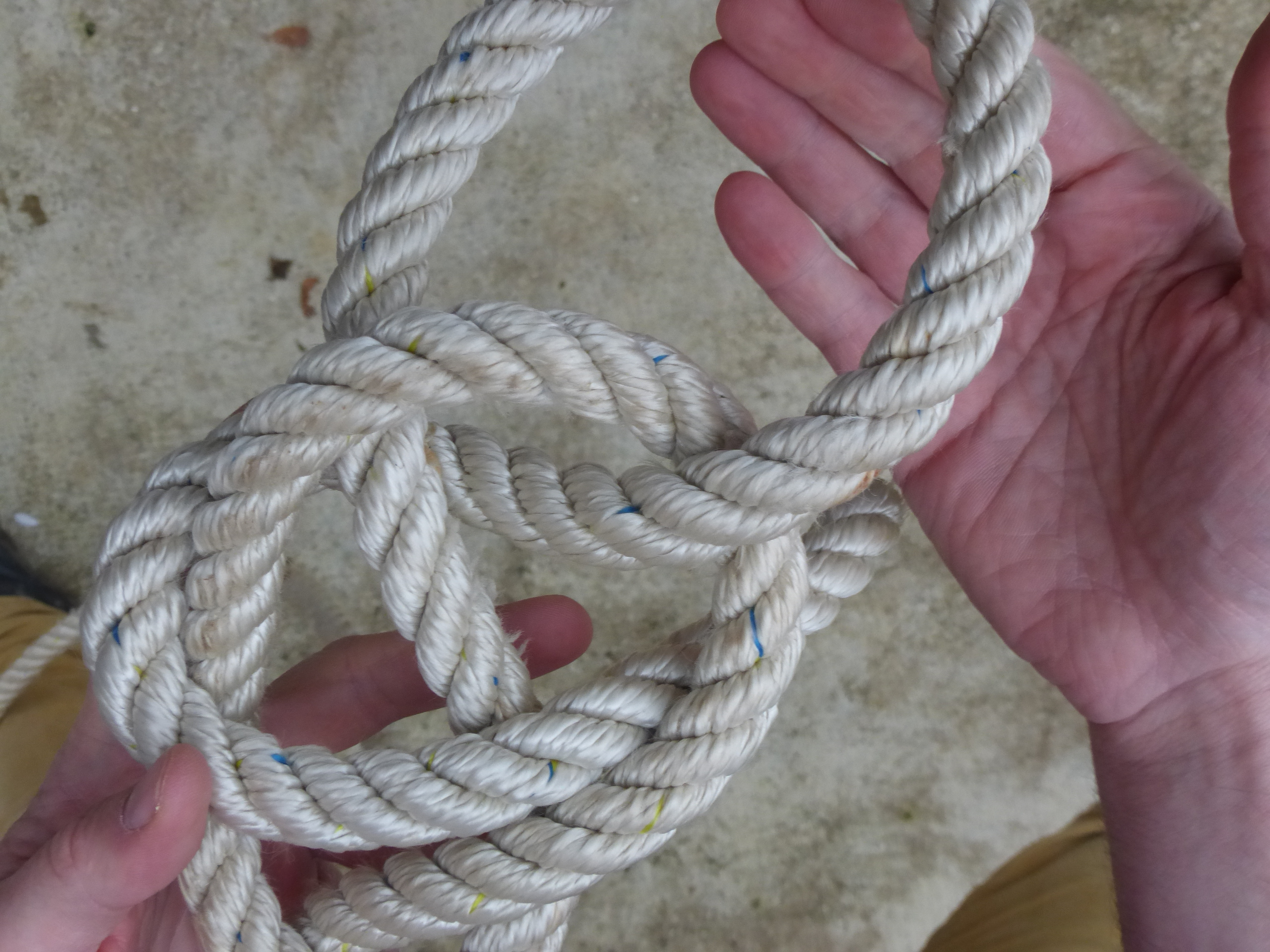
après être passé autour de l'ensemble du noeud par la gauche passer le courant d'avant en arrière dans le même trou que l'étape 3, en dessous du passage de l'étape 3
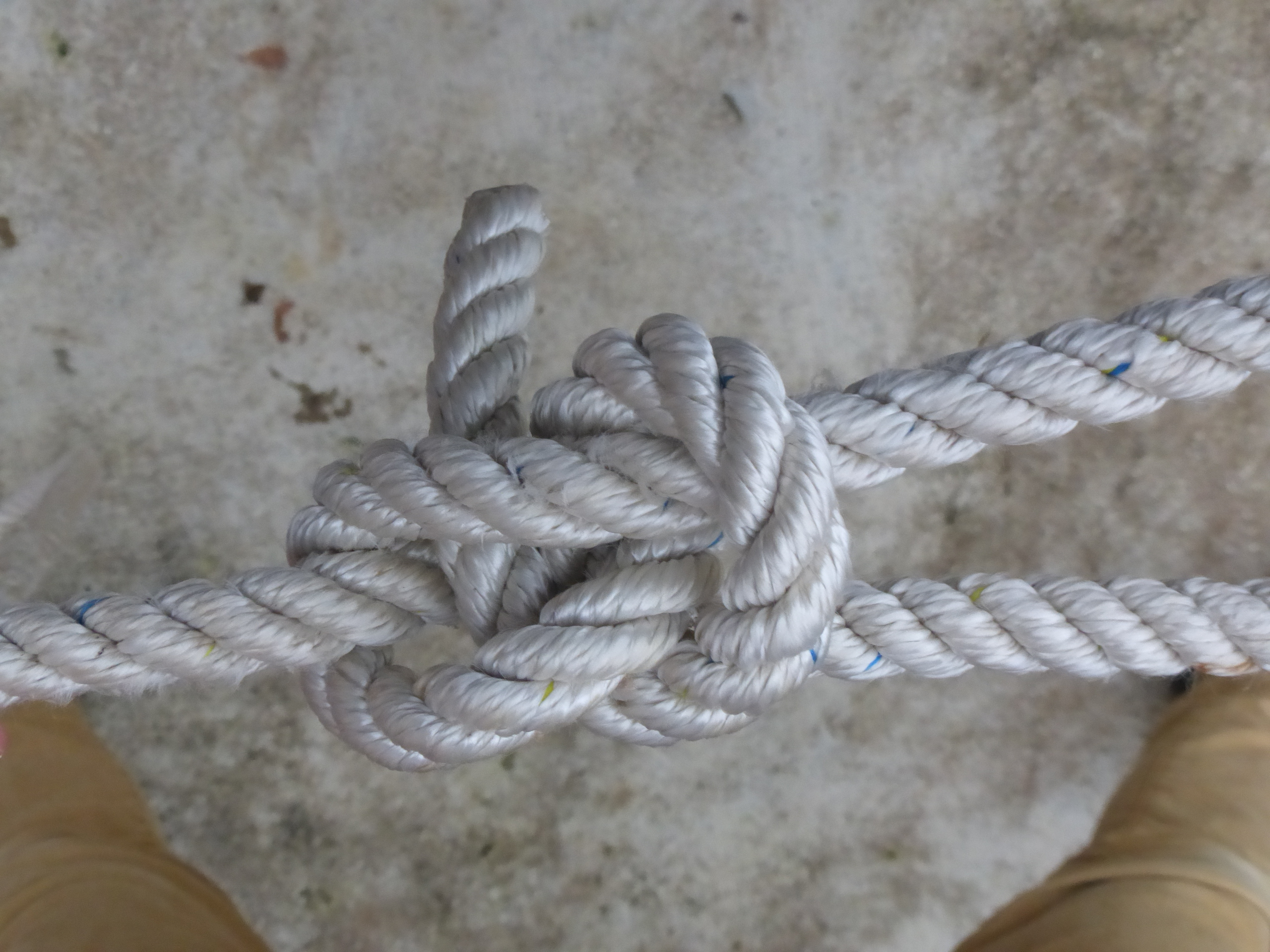
Noeud de Sylvain serré

### Deuxième méthode

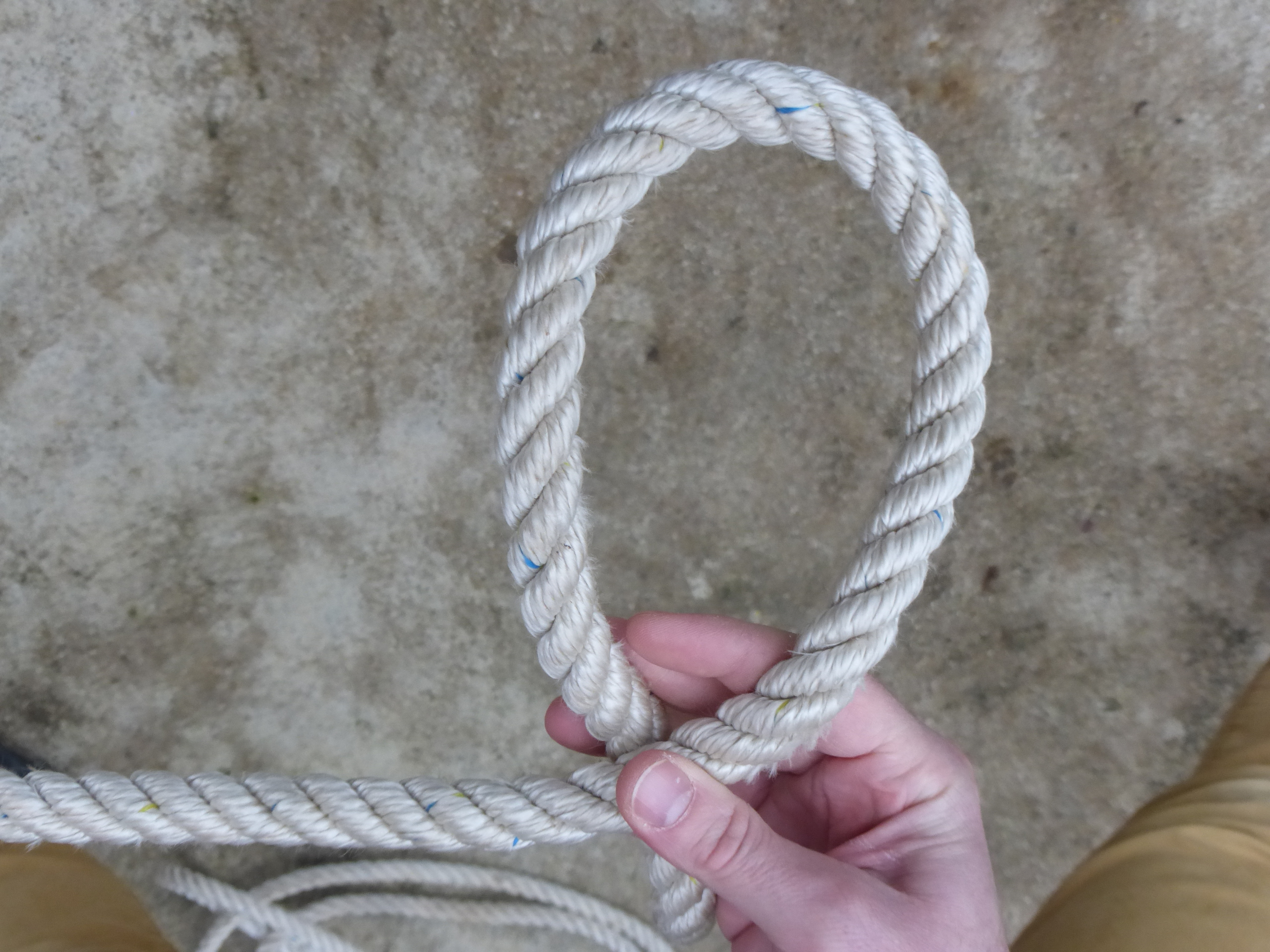
faire une boucle avec le courant passant au-dessus du dormant
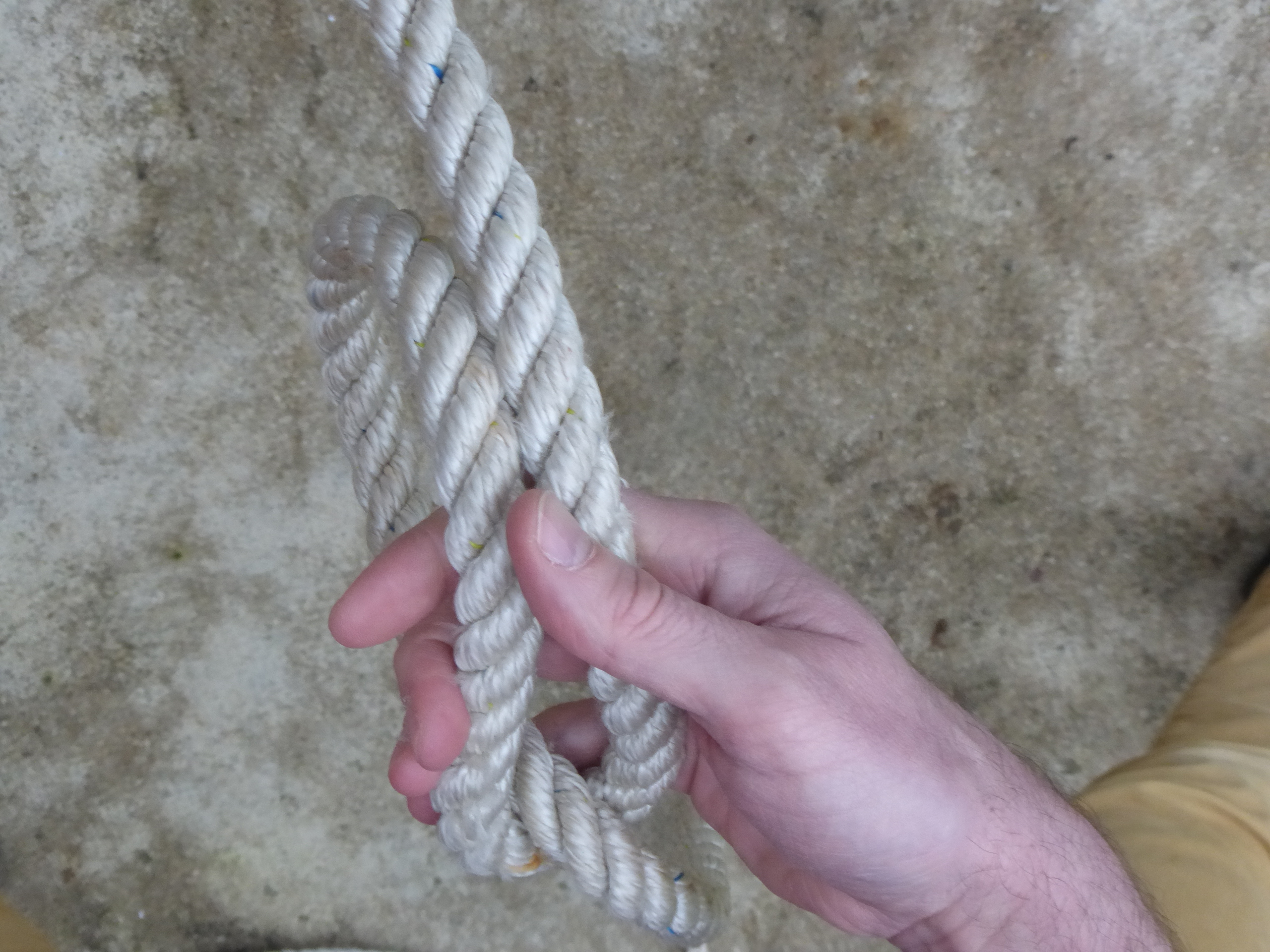
rattraper le courant et former un U autour du dormant
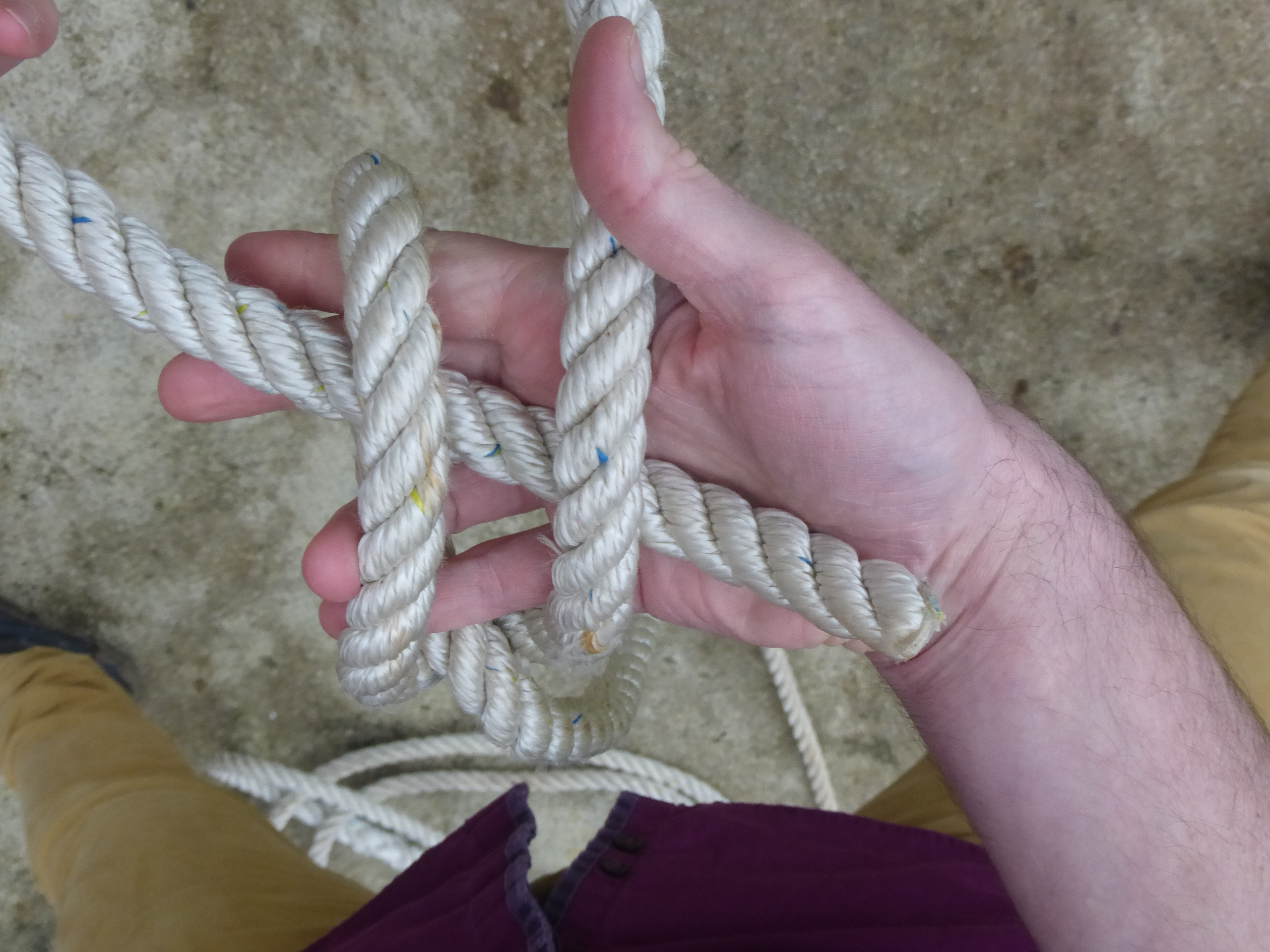
former la boucle d'accroche (celle passant autour de l'élément à fixer) puis passer le courant derrière le U
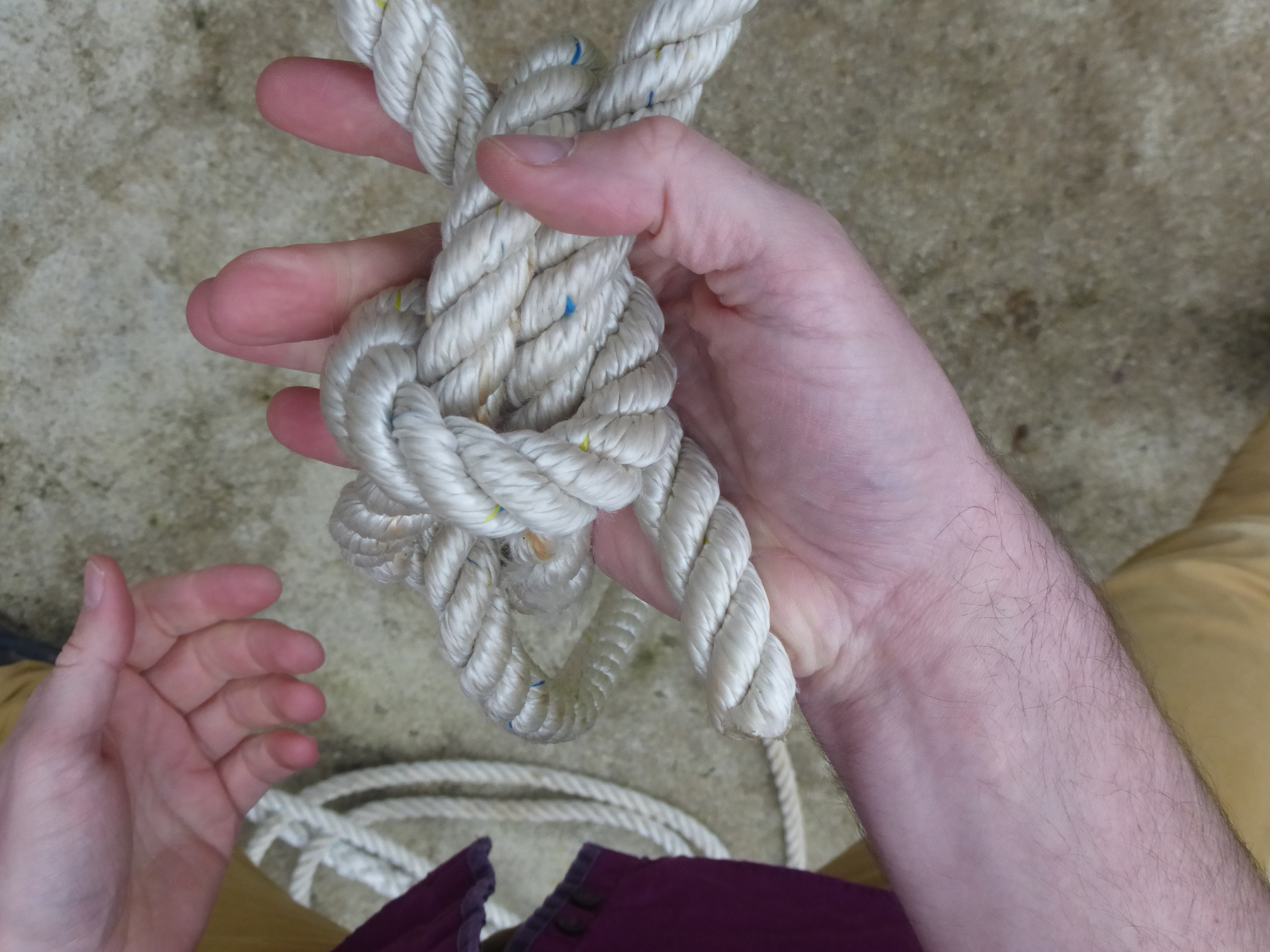
faire un tour autour du U
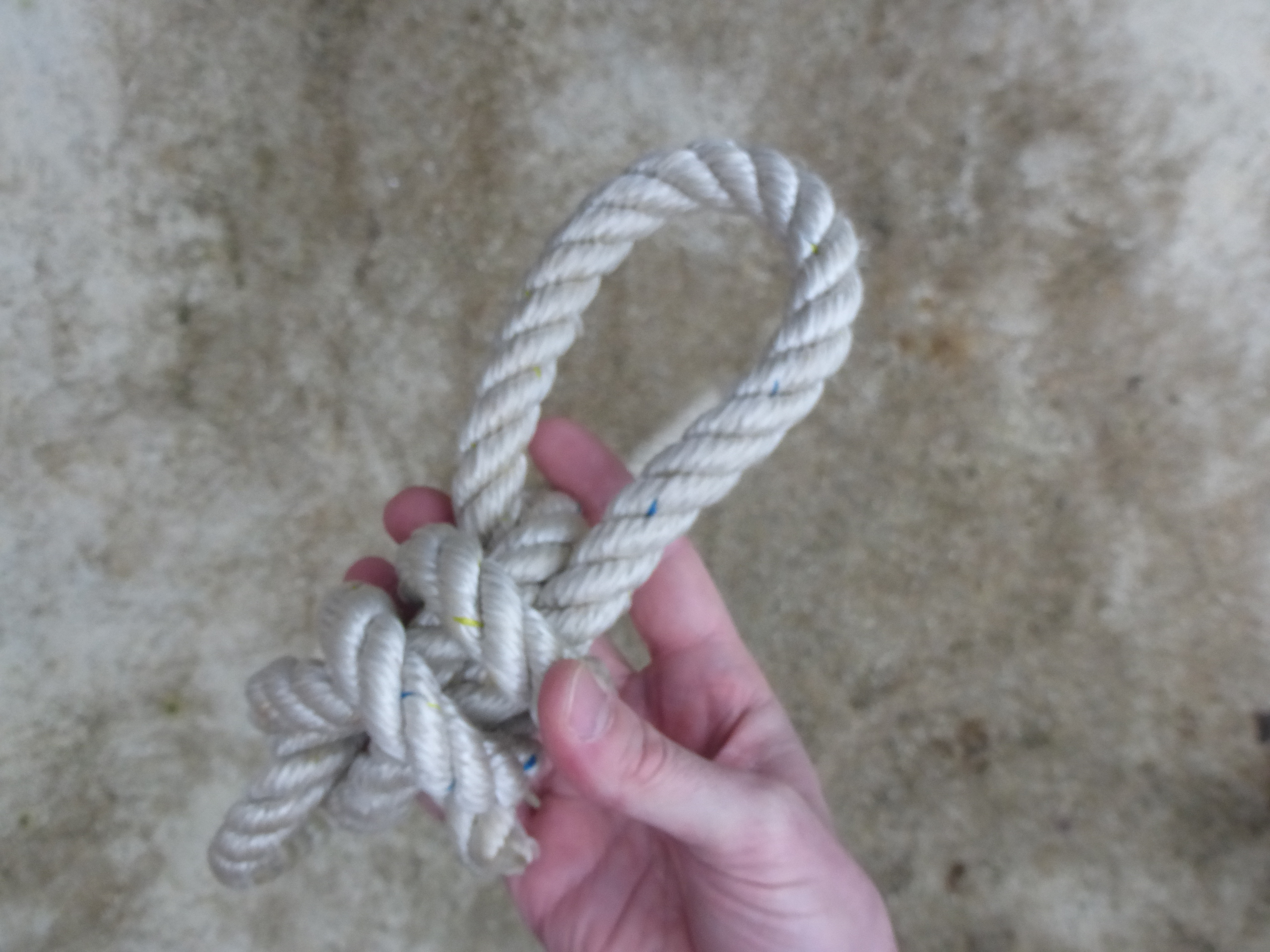
pour un blocage encore plus résistant passer une seconde fois dans le U